# Pararhadinorhynchus
Pararhadinorhynchus is een geslacht in de taxonomische indeling van de Acanthocephala (haakwormen). De worm wordt meestal 1 tot 2 cm lang. Ze komen algemeen voor in het maag-darmstelsel van ongewervelden, vissen, amfibieën, vogels en zoogdieren.
De haakworm behoort tot de familie Transvenidae. Pararhadinorhynchus werd in 1947 beschreven door Johnston & Edmonds.

## Soorten
- Pararhadinorhynchus coorongensis Edmonds, 1973
- Pararhadinorhynchus magnus Van Ha, Amin, Ngo & Heckmann, 2018
- Pararhadinorhynchus manteri (Gupta & Fatma, 1980)
- Pararhadinorhynchus mugilis Johnston & Edmonds, 1947
- Pararhadinorhynchus upenei Wang, Wang & Wu, 1993